# Dufouria nigrita
Dufouria nigrita är en tvåvingeart som först beskrevs av Fallen 1810.  Dufouria nigrita ingår i släktet Dufouria och familjen parasitflugor. Arten är reproducerande i Sverige. Inga underarter finns listade i Catalogue of Life.